# Sogda suturalis
Sogda suturalis är en skalbaggsart som först beskrevs av Zetterstedt 1828.  Sogda suturalis ingår i släktet Sogda, och familjen mycelbaggar. Arten är reproducerande i Sverige.